# Humberto Vargas
Humberto Vargas Valerio (nacido el 1 de noviembre de 1969) es un cantautor, compositor y productor musical costarricense, conocido especialmente en Costa Rica por su canción “Dilo de una vez” con la que ganó el premio Gaviota de Plata en el Festival Viña del Mar en Chile, en el año 2006 (XLVII Festival Internacional de la Canción de Viña del Mar.) 

## Trayectoria
Empieza a practicar la guitarra desde los siete años, estudió música en el Conservatorio de nacionales de guitarra, en el año 2002 sacó su primer álbum llamado Tonos Sepia. 
Como cantautor ha tenido una larga carrera musical, empezando a participar en concursos, conciertos y otros eventos musicales desde la década de los años 80,solía participar como artista invitado en conciertos de artistas internacionales  como Ricardo Arjona o Miguel Bosé, sin embargo su carrera siempre pasó desapercibida, no fue hasta mediados de los años 2000 que adquirió cierto estatus como referente cultural de su país.
Como cantante y guitarrista interpreta estilos de música clásica y popular dando especial énfasis a Latinoamérica y sus raíces costarricenses.
Ha colaborado con el grupo de música costarricense Son de Tiquizia para crear el álbum En Salsa.

## Discografía
- Tonos Sepia 2002
- Aire 2005
- Trovas 2006
- Piedra, papel, tijera 2007
- En Salsa   2010
- Desde tu piel 2016

## Premios y nominaciones
| Año  | Premio / Reconocimiento                         | Organización que brinda el premio                     | Resultado |
| ---- | ----------------------------------------------- | ----------------------------------------------------- | --------- |
| 2001 | Aporte Cultural al Pueblo de Costa Rica         | Menciones honoríficas de la Universidad de Costa Rica | Ganador   |
| 2002 | Reconocimiento del Centro Cultural Villahermosa | Centro Cultural Villahermosa Tabasco (México)         | Ganador   |
| 2006 | Intérprete de mayor proyección internacional    | Premios ACAM (Costa Rica)                             | Ganador   |
| 2006 | Gaviota de Plata                                | Festival Viña del Mar (Chile)                         | Ganador   |
| 2018 | Nueva Canción                                   | Premios ACAM                                          | Nominado  |